# Capitale europea dei giovani
Il titolo di Capitale europea della gioventù viene assegnato ogni anno ad una diversa città europea, per un periodo di un anno. È un'occasione per la città scelta di mostrare la vita e lo sviluppo sociale, economico e culturale legato alla gioventù. Questo titolo è un'iniziativa dello European Youth Forum.

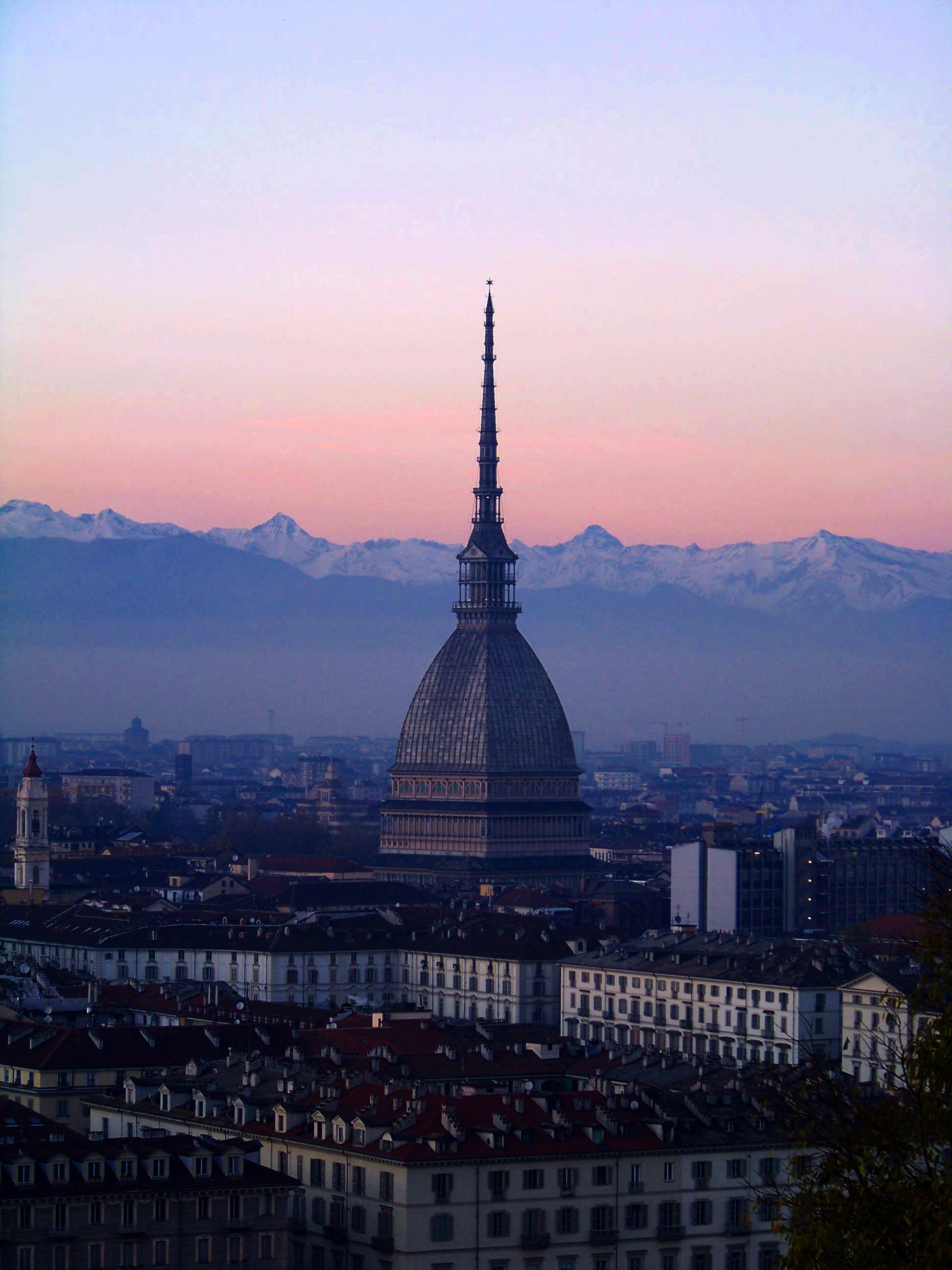
Torino, Capitale europea dei giovani per il 2010.

## Capitali selezionate
Dalla prima edizione nel 2009 sono state selezionate le seguenti città:
- 2009:  Rotterdam
- 2010:  Torino[2]
- 2011:  Anversa
- 2012:  Braga
- 2013:  Maribor
- 2014:  Salonicco
- 2015:  Cluj-Napoca
- 2016:  Gäncä
- 2017:  Varna
- 2018:  Cascais
- 2019:  Novi Sad
- 2020:  Amiens
- 2021:  Klaipėda
- 2022:  Tirana
- 2023:  Lublino
- 2024:  Gand
- 2025:  Leopoli
- 2026:  Tromsø
- 2027:  Parma